# Sorsogon (ville)
Sorsogon est une ville de 1re classe, capitale de la province de Sorsogon aux Philippines.
Selon le recensement de 2010 elle est peuplée de 155 144 habitants.

## Barangays
Sorsogon est divisée en 64 barangays :
- Abuyog
- Almendras-Cogon
- Balogo
- Barayong
- Basud
- Bibincahan
- Bitan-o/Dalipay
- Bucalbucalan
- Buenavista
- Buhatan
- Bulabog
- Burabod
- Cabid-An
- Cambulaga
- Capuy
- Gimaloto
- Guinlajon
- Macabog
- Marinas
- Pamurayan
- Pangpang
- Panlayaan
- Peñafrancia
- Piot
- Polvorista
- Rizal
- Salog
- Salvacion
- Sampaloc
- San Isidro
- San Juan
- Sirangan
- Sulucan
- Talisay
- Ticol
- Tugos
- Balete
- Balogo
- Bato
- Bon-Ot
- Bogña
- Buenavista
- Cabarbuhan
- Caricaran
- Del Rosario
- Gatbo
- Jamislagan
- Maricrum
- Osiao
- acion
- Rawis
- Salvacion
- San Isidro
- San Juan
- San Pascual
- San Ramon
- San Roque
- San Vicente
- Santa Cruz
- Santa Lucia
- Santo Domingo
- Santo Niño
- Sawanga
- Sugod

## Démographie
| Année | Habitants | Évolution |
| ----- | --------- | --------- |
| 1995  | 83 012    | -         |
| 2000  | 92 512    | 15,06 %   |
| 2007  | 151 454   | 58,57 %   |
| 2010  | 155 144   | 2,44 %    |

## Jumelage
- Sterling Heights (États-Unis) depuis 2006
- Zamboanga (Philippines) depuis 2006